# Braunschweiger Turn- und Sportverein Eintracht von 1895 1991-1992
Questa voce raccoglie le informazioni riguardanti il Braunschweiger Turn- und Sportverein Eintracht von 1895 nelle competizioni ufficiali della stagione 1991-1992.

## Stagione
Nella stagione 1991-1992 l'Eintracht Braunschweig, allenato da Werner Fuchs, concluse il campionato di 2. Bundesliga al 9º posto. In Coppa di Germania l'Eintracht Braunschweig fu eliminato ai Primo turno dal Ludwigsburg.

## Rosa
| N. |                     | Ruolo | Calciatore           |
| -- | ------------------- | ----- | -------------------- |
|    | Germania (bandiera) | P     | Mathias Hain         |
|    | Germania (bandiera) | P     | Uwe Hain             |
|    | Germania (bandiera) | P     | Oliver Lerch         |
|    | Germania (bandiera) | D     | Michael Herberg      |
|    | Germania (bandiera) | D     | Michael Köpper       |
|    | Germania (bandiera) | D     | Michael Köritzer     |
|    | Tunisia (bandiera)  | D     | Mohamed Ali Mahjoubi |
|    | Germania (bandiera) | D     | Ulf Metschies        |
|    | Germania (bandiera) | D     | Ulf-Volker Probst    |
|    | Germania (bandiera) | D     | Sven Scholze         |
|    | Germania (bandiera) | D     | Ralf Strogies        |

| N. |                     | Ruolo | Calciatore          |
| -- | ------------------- | ----- | ------------------- |
|    | Germania (bandiera) | C     | Carsten Alrutz      |
|    | Egitto (bandiera)   | C     | Mohamad Azim        |
|    | Germania (bandiera) | C     | Ralf Geilenkirchen  |
|    | Germania (bandiera) | C     | Stefan Holze        |
|    | Germania (bandiera) | C     | Tino Löchelt        |
|    | Germania (bandiera) | C     | Peter Lux           |
|    | Germania (bandiera) | C     | Heinz-Günter Scheil |
|    | Germania (bandiera) | A     | Holger Aden         |
|    | Ucraina (bandiera)  | A     | Ihor Bjelanov       |
|    | Germania (bandiera) | A     | Bernd Buchheister   |
|    | Germania (bandiera) | A     | Stefan Meißner      |

## Organigramma societario
Area tecnica
- Allenatore: Werner Fuchs
- Allenatore in seconda:
- Preparatore dei portieri:
- Preparatori atletici:

## Calciomercato

### Sessione estiva
| Acquisti | Acquisti             | Acquisti      | Acquisti |
| R.       | Nome                 | da            | Modalità |
| -------- | -------------------- | ------------- | -------- |
| D        | Michael Köpper       | Havelse       |          |
| D        | Mohamed Ali Mahjoubi | Marsa         |          |
| D        | Ulf Metschies        | Norimberga    |          |
| D        | Ralf Strogies        | Hassia Bingen |          |

| Cessioni | Cessioni          | Cessioni                 | Cessioni |
| R.       | Nome              | a                        | Modalità |
| -------- | ----------------- | ------------------------ | -------- |
| D        | Dirk Schuster     | Karlsruhe                |          |
| C        | Jacek Frąckiewicz | Wolfsburg                |          |
| A        | Jameleddine Limam | Al-Ittihad               |          |
| D        | Ronald Lotz       | Lurup                    |          |
| A        | Andreas Pospich   | Eisenhüttenstädter Stahl |          |
| C        | Olaf Rose         | Stahl Brandeburgo        |          |
| D        | Thomas Schmidt    | Friburgo                 |          |
| C        | Thomas Seeliger   | Nancy                    |          |

### Sessione invernale
| Acquisti | Acquisti | Acquisti | Acquisti |
| R.       | Nome     | da       | Modalità |
| -------- | -------- | -------- | -------- |

| Cessioni | Cessioni | Cessioni | Cessioni |
| R.       | Nome     | a        | Modalità |
| -------- | -------- | -------- | -------- |

## Risultati

### 2. Bundesliga

#### Girone di andata
| Arbitro: | Strigel |

|  |           |                        |
|  | Marcatori | 61’ Bujan 90’ Overhoff |

| Arbitro: | Löwer |

|               |           |              |
| Halvorsen 73’ | Marcatori | 83’ Bjelanov |

| Arbitro: | Frey |

|                                    |           |                        |
| Strogies 70’ Aden 72’ Bjelanov 77’ | Marcatori | 28’ Präger 82’ Grether |

| Arbitro: | Kuhne |

|             |           |                    |
| Strogies 4’ | Marcatori | 50’ (rig.) Seufert |

| Arbitro: | Gläser |

|                                 |           |              |
| Krümpelmann 58’ Laeßig 60’, 86’ | Marcatori | 44’ Bjelanov |

| Arbitro: | Fleske |

|              |           |                         |
| Aden 6’, 42’ | Marcatori | 59’ Marquardt 88’ Klaus |

| Arbitro: | Müller |

|                               |           |          |
| Löbmann 30’ Maciel 49’ (rig.) | Marcatori | 55’ Aden |

| Brandeburgo sulla Havel 7 settembre 1991, ore 15:00 CEST 8ª giornata | Eintracht Braunschweig | 0 – 0 referto | Remscheid | Stadion der Stahlwerker (4 000 spett.)\| Arbitro: \| Stenzel \| |
| Arbitro:                                                             | Stenzel                |               |           |                                                                 |

| Arbitro: | Habermann |

|                                            |           |            |
| Drulák 25’, 26’, 47’ (rig.) Wawrzyniak 45’ | Marcatori | 90’ Probst |

| Arbitro: | Richmann |

|           |           |                               |
| Holze 54’ | Marcatori | 56’, 70’ Friedemann 73’ Groth |

| Arbitro: | Blüthgen |

|  |           |                      |
|  | Marcatori | 14’ Löchelt 72’ Aden |

#### Girone di ritorno
| Arbitro: | Kuhne |

|                                |           |           |
| van der Pütten 29’ Schulte 44’ | Marcatori | 73’ Holze |

| Arbitro: | Blüthgen |

|                    |           |              |
| Holze 37’ Aden 68’ | Marcatori | 32’ Lünsmann |

| Arbitro: | Bußhardt |

|                     |           |                                                    |
| Metschies 2’ (aut.) | Marcatori | 7’ Holze 11’ Bjelanov 23’ Aden 36’ (rig.) Mahjoubi |

| Arbitro: | Brückner |

|                                          |           |                                          |
| Schneider 60’ Pfahl 72’ Azima 79’ (rig.) | Marcatori | 49’ Geilenkirchen 59’ Bjelanov 69’ Holze |

| Arbitro: | Leimert |

|            |           |             |
| Probst 46’ | Marcatori | 89’ Paßlack |

| Arbitro: | Schmidt |

|                                   |           |  |
| Wollitz 27’, 43’ (rig.) Klaus 73’ | Marcatori |  |

| Arbitro: | Domurat |

|                           |           |  |
| Holze 46’ Buchheister 77’ | Marcatori |  |

| Arbitro: | Funken |

|                       |           |          |
| Pröpper 47’ Sturm 90’ | Marcatori | 74’ Aden |

| Arbitro: | Jansen |

|                                     |           |              |
| Bjelanov 2’ Aden 30’, 44’ Holze 49’ | Marcatori | 59’ Gerstner |

| Arbitro: | Pohlmann |

|                    |           |            |
| Surmann 84’ (rig.) | Marcatori | 64’ Probst |

| Arbitro: | Führer |

|                                      |           |                        |
| Holze 15’ Köpper 40’ Buchheister 44’ | Marcatori | 21’, 62’ (rig.) Acosta |

### 2. Bundesliga

#### Girone di andata
| Arbitro: | Kuhne |

|          |           |  |
| Aden 67’ | Marcatori |  |

| Arbitro: | Lehnardt |

|  |           |                      |
|  | Marcatori | 49’ Strogies 82’ Lux |

| Remscheid 21 marzo 1992, ore 15:00 CET 25ª giornata | Remscheid | 0 – 0 referto | Eintracht Braunschweig | Röntgen-Stadion (2 500 spett.)\| Arbitro: \| Schmidt \| |
| Arbitro:                                            | Schmidt   |               |                        |                                                         |

| Arbitro: | Funken |

|                                          |           |             |
| Holze 16’ Bjelanov 26’ (rig.) Probst 40’ | Marcatori | 81’ Bletsch |

| Arbitro: | Fleske |

|                           |           |                     |
| Lellek 25’ Klaus 48’, 54’ | Marcatori | 85’ (rig.) Bjelanov |

| Arbitro: | Frey |

|                       |           |                     |
| Hupe 75’ Pasul'ko 78’ | Marcatori | 9’ Probst 43’ Holze |

| Arbitro: | Birlenbach |

|               |           |                                   |
| Aden 31’, 32’ | Marcatori | 45’ Rauffmann 51’ Levý 61’ Drabow |

| Arbitro: | Müller |

|                   |           |  |
| Holze 69’ Lux 86’ | Marcatori |  |

| Arbitro: | Müller |

|             |           |  |
| Naumann 72’ | Marcatori |  |

| Arbitro: | Jansen |

|                                                                                |           |             |
| Bjelanov 33’, 54’ (rig.) Holze 40’ (rig.) Mahjoubi 65’ Buchheister 74’ Lux 87’ | Marcatori | 90’ Wollitz |

### Coppa di Germania
| Arbitro: | Lommer |

|                                     |           |                       |
| Grau 23’ Widmayer 58’ Zehender 120’ | Marcatori | 18’ Aden 61’ Bjelanov |

## Statistiche

### Statistiche di squadra
| Competizione      | Punti | In casa | In casa | In casa | In casa | In casa | In casa | In trasferta | In trasferta | In trasferta | In trasferta | In trasferta | In trasferta | Totale | Totale | Totale | Totale | Totale | Totale | DR |
| Competizione      | Punti | G       | V       | N       | P       | Gf      | Gs      | G            | V            | N            | P            | Gf           | Gs           | G      | V      | N      | P      | Gf     | Gs     | DR |
| ----------------- | ----- | ------- | ------- | ------- | ------- | ------- | ------- | ------------ | ------------ | ------------ | ------------ | ------------ | ------------ | ------ | ------ | ------ | ------ | ------ | ------ | -- |
| 2. Bundesliga     | 21    | 11      | 5       | 4       | 2       | 19      | 15      | 11           | 2            | 3            | 6            | 16           | 22           | 22     | 7      | 7      | 8      | 35     | 37     | -2 |
| 2. Bundesliga     | -     | 5       | 4       | 0       | 1       | 14      | 5       | 5            | 1            | 2            | 2            | 5            | 6            | 10     | 5      | 2      | 3      | 19     | 11     | +8 |
| Coppa di Germania | -     | 0       | 0       | 0       | 0       | 0       | 0       | 1            | 0            | 0            | 1            | 2            | 3            | 1      | 0      | 0      | 1      | 2      | 3      | -1 |
| Totale            | 21    | 16      | 9       | 4       | 3       | 33      | 20      | 17           | 3            | 5            | 9            | 23           | 31           | 33     | 12     | 9      | 12     | 56     | 51     | +5 |

### Andamento in campionato
| Giornata  | 1  | 2  | 3 | 4 | 5 | 6 | 7  | 8  | 9  | 10 | 11 | 12 | 13 | 14 | 15 | 16 | 17 | 18 | 19 | 20 | 21 | 22 |
| --------- | -- | -- | - | - | - | - | -- | -- | -- | -- | -- | -- | -- | -- | -- | -- | -- | -- | -- | -- | -- | -- |
| Luogo     | C  | T  | C | C | T | C | T  | C  | T  | C  | T  | T  | C  | T  | T  | C  | T  | C  | T  | C  | T  | C  |
| Risultato | P  | N  | V | N | P | N | P  | N  | P  | P  | V  | P  | V  | V  | N  | N  | P  | V  | P  | V  | N  | V  |
| Posizione | 11 | 11 | 8 | 6 | 9 | 9 | 11 | 11 | 12 | 12 | 11 | 12 | 11 | 9  | 9  | 9  | 11 | 8  | 10 | 9  | 9  | 9  |

Legenda:

Luogo: C = Casa; T = Trasferta. Risultato: V = Vittoria; N = Pareggio; P = Sconfitta.

### Statistiche dei giocatori
| Giocatore        | 2. Bundesliga | 2. Bundesliga | 2. Bundesliga | 2. Bundesliga | Coppa di Germania | Coppa di Germania | Coppa di Germania | Coppa di Germania | Totale   | Totale | Totale      | Totale     |
| Giocatore        | Presenze      | Reti          | Ammonizioni   | Espulsioni    | Presenze          | Reti              | Ammonizioni       | Espulsioni        | Presenze | Reti   | Ammonizioni | Espulsioni |
| ---------------- | ------------- | ------------- | ------------- | ------------- | ----------------- | ----------------- | ----------------- | ----------------- | -------- | ------ | ----------- | ---------- |
| H. Aden          | 20            | 10            | 4             | 1             | 1                 | 1                 | 0                 | 0                 | 21       | 11     | 4           | 1          |
| C. Alrutz        | 7             | 0             | 1             | 0             | 0                 | 0                 | 0                 | 0                 | 7        | 0      | 1           | 0          |
| M. Azim          | 0             | 0             | 0             | 0             | 0                 | 0                 | 0                 | 0                 | 0        | 0      | 0           | 0          |
| I. Bjelanov      | 19            | 6             | 1             | 0             | 1                 | 1                 | 0                 | 0                 | 20       | 7      | 1           | 0          |
| B. Buchheister   | 9             | 2             | 2             | 1             | 1                 | 0                 | 0                 | 1                 | 10       | 2      | 2           | 2          |
| R. Geilenkirchen | 19            | 1             | 2             | 0             | 1                 | 0                 | 0                 | 0                 | 20       | 1      | 2           | 0          |
| M. Hain          | 13            | 0             | 1             | 0             | 0                 | 0                 | 0                 | 0                 | 13       | 0      | 1           | 0          |
| U. Hain          | 9             | 0             | 0             | 0             | 1                 | 0                 | 0                 | 0                 | 10       | 0      | 0           | 0          |
| M. Herberg       | 2             | 0             | 0             | 0             | 0                 | 0                 | 0                 | 0                 | 2        | 0      | 0           | 0          |
| S. Holze         | 17            | 8             | 2             | 0             | 0                 | 0                 | 0                 | 0                 | 17       | 8      | 2           | 0          |
| M. Köpper        | 21            | 1             | 3             | 1             | 1                 | 0                 | 1                 | 0                 | 22       | 1      | 4           | 1          |
| M. Köritzer      | 0             | 0             | 0             | 0             | 0                 | 0                 | 0                 | 0                 | 0        | 0      | 0           | 0          |
| O. Lerch         | 0             | 0             | 0             | 0             | 0                 | 0                 | 0                 | 0                 | 0        | 0      | 0           | 0          |
| P. Lux           | 13            | 0             | 1             | 0             | 1                 | 0                 | 1                 | 0                 | 14       | 0      | 2           | 0          |
| T. Löchelt       | 21            | 1             | 7             | 0             | 1                 | 0                 | 1                 | 0                 | 22       | 1      | 8           | 0          |
| M. Mahjoubi      | 20            | 1             | 3             | 1             | 1                 | 0                 | 0                 | 0                 | 21       | 1      | 3           | 1          |
| S. Meißner       | 9             | 0             | 1             | 0             | 0                 | 0                 | 0                 | 0                 | 9        | 0      | 1           | 0          |
| U. Metschies     | 15            | 0             | 5             | 1             | 0                 | 0                 | 0                 | 0                 | 15       | 0      | 5           | 1          |
| U. Probst        | 21            | 3             | 2             | 1             | 1                 | 0                 | 0                 | 0                 | 22       | 3      | 2           | 1          |
| H. Scheil        | 17            | 0             | 1             | 0             | 1                 | 0                 | 0                 | 0                 | 18       | 0      | 1           | 0          |
| S. Scholze       | 8             | 0             | 0             | 0             | 0                 | 0                 | 0                 | 0                 | 8        | 0      | 0           | 0          |
| D. Schuster      | 1             | 0             | 1             | 0             | 0                 | 0                 | 0                 | 0                 | 1        | 0      | 1           | 0          |
| R. Strogies      | 21            | 2             | 6             | 1             | 1                 | 0                 | 0                 | 0                 | 22       | 2      | 6           | 1          |